# Francisco Trincão
Francisco Trincão, né le 29 décembre 1999 à Viana do Castelo au Portugal est un footballeur international portugais. Il joue au poste d'attaquant au Sporting CP.

## Biographie

### En club
Le 31 janvier 2020, Braga annonce un accord de 31 M€ avec le FC Barcelone pour le transfert de Francisco Trincão à la fin de la saison. Trincão devient le treizième joueur portugais de l'histoire du Barça. Sa clause de départ s'élève à 500 M€ (au Barça, seuls Lionel Messi et Antoine Griezmann avaient des clauses plus élevées).
Le 7 février 2021 il inscrit son premier but pour le FC Barcelone, lors d'une rencontre de championnat face au Bétis Séville. Entré en jeu à la place de Miralem Pjanić, il donne la victoire à son équipe quelques minutes plus tard (2-3 score final). Lors de la journée suivante, le 13 février, il réalise un doublé contre le Deportivo Alavés, contribuant à la victoire des siens (5-1).

### En sélection
Avec les moins de 19 ans, il participe au championnat d'Europe des moins de 19 ans en 2018. Lors de cette compétition, il marque deux doublés, contre la Norvège en phase de groupe, puis contre l'Ukraine en demi-finale. Il marque ensuite un dernier but en finale contre l'Italie. Trincão délivre également trois passes décisives lors de cette compétition. Le Portugal remporte le tournoi en battant les joueurs italiens en finale après prolongation.
En mai 2019, il est sélectionné par Hélio Sousa pour disputer la Coupe du monde des moins de 20 ans. Entouré de jeunes talents comme Gedson Fernandes, Florentino Luís ou encore Diogo Dalot, Trincão et son équipe font partie des favoris pour remporter le tournoi. Lors du premier match, il inscrit un but face à la Corée du Sud, puis un second quelques instants après, sur une passe décisive de Rafael Leão, mais, ce dernier ayant été hors-jeu, le but est annulé (score final : 1-0). À la suite de leur match nul face à l'Afrique du Sud (1-1), les Portugais sont éliminés à l'issue des phases de groupes.
En août 2020 il est retenu pour la première fois dans la liste du sélectionneur de l'équipe nationale du Portugal, Fernando Santos pour les matchs de Ligue des nations face à la Croatie et la Suède en septembre. Il honore sa première sélection face aux Croates le 5 septembre 2020, en entrant en jeu à la place de Bernardo Silva. Son équipe s'impose sur le score de quatre buts à un ce jour-là

## Statistiques
| Saison                | Club                  | Championnat           | Championnat | Championnat | Championnat | Coupe nationale | Coupe nationale | Coupe nationale | Coupe de la Ligue | Coupe de la Ligue | Coupe de la Ligue | Supercoupe | Supercoupe | Supercoupe | Compétition(s) continentale(s) | Compétition(s) continentale(s) | Compétition(s) continentale(s) | Compétition(s) continentale(s) | Total | Total | Total |
| Saison                | Club                  | Division              | M.          | B.          | P.d.        | M.              | B.              | P.d.            | M.                | B.                | P.d.              | M.         | B.         | P.d.       | Comp.                          | M.                             | B.                             | P.d.                           | M.    | B.    | P.d.  |
| 2018-2019             | SC Braga              | Liga NOS              | 6           | 0           | 0           | 1               | 0               | 0               | 1                 | 0                 | 0                 | -          | -          | -          | C3                             | -                              | -                              | -                              | 8     | 0     | 0     |
| 2019-2020             | SC Braga              | Liga NOS              | 27          | 8           | 8           | 3               | 0               | 1               | 3                 | 0                 | 2                 | -          | -          | -          | C3                             | 7                              | 1                              | 2                              | 40    | 9     | 13    |
| Sous-total            | Sous-total            | Sous-total            | 33          | 8           | 8           | 4               | 0               | 1               | 4                 | 0                 | 2                 | -          | -          | -          | -                              | 7                              | 1                              | 2                              | 48    | 9     | 13    |
| 2020-2021             | FC Barcelone          | Liga                  | 28          | 3           | 2           | 5               | 0               | 0               | -                 | -                 | -                 | 2          | 0          | 0          | C1                             | 7                              | 0                              | 0                              | 42    | 3     | 2     |
| 2021-2022             | Wolverhampton (prêt)  | Premier League        | 28          | 2           | 1           | 1               | 0               | 0               | 1                 | 1                 | 0                 | -          | -          | -          | -                              | -                              | -                              | -                              | 30    | 3     | 1     |
| 2022-2023             | Sporting CP (prêt)    | Liga NOS              | 34          | 10          | 2           | 1               | 0               | 0               | 5                 | 1                 | 0                 | -          | -          | -          | C1+C3                          | 6+6                            | 2+0                            | 0+2                            | 52    | 13    | 4     |
| 2023-2024             | Sporting CP           | Liga NOS              | 31          | 9           | 6           | 6               | 1               | 0               | 3                 | 0                 | 0                 | -          | -          | -          | C3                             | 8                              | 0                              | 2                              | 48    | 10    | 8     |
| 2024-2025             | Sporting CP           | Liga NOS              | 34          | 9           | 14          | 7               | 2               | 1               | 3                 | 0                 | 0                 | 1          | 0          | 0          | C1                             | 9                              | 0                              | 1                              | 54    | 11    | 16    |
| 2025-2026             | Sporting CP           | Liga NOS              | 2           | 3           | 1           | 0               | 0               | 0               | 0                 | 0                 | 0                 | 1          | 0          | 0          | C1                             | 0                              | 0                              | 0                              | 3     | 3     | 1     |
| Sous-total            | Sous-total            | Sous-total            | 100         | 31          | 23          | 14              | 3               | 1               | 11                | 1                 | 0                 | 2          | 0          | 0          | -                              | 29                             | 2                              | 5                              | 156   | 37    | 29    |
| Total sur la carrière | Total sur la carrière | Total sur la carrière | 190         | 44          | 34          | 24              | 3               | 2               | 16                | 2                 | 2                 | 4          | 0          | 0          | -                              | 43                             | 3                              | 7                              | 277   | 52    | 45    |

## Palmarès
| SC Braga (1)                                  | FC Barcelone (1)                                                                       | Sporting CP (3) | Portugal -19 ans (1)                                                 | Portugal (1)                                              |
| --------------------------------------------- | -------------------------------------------------------------------------------------- | --- | -------------------------------------------------------------------- | --------------------------------------------------------- |
| - Coupe de la Ligue (1) : - Vainqueur en 2020 | - Coupe du Roi (1) : - Vainqueur en 2021 - Supercoupe d'Espagne : - Finaliste en 2021. | - Championnat du Portugal (2) : - Champion en 2024 et 2025 - Coupe du Portugal : - Vainqueur en 2025 - Finaliste en 2024 - Coupe de la Ligue : - Finaliste en 2023 et 2025 | - Championnat d'Europe des moins de 19 ans (1) : - Vainqueur en 2018 | - Portugal (1) : - Vainqueur de la Ligue des nations 2025 |